# 추억의 코미디 왕들의 귀환
《추억의 코미디 왕들의 귀환》은 MBC에서 2009년 1월26일 설특집으로 방영된 파일럿프로그램이다. 1980년대, 1990년대에 유행했던 콩트 코미디들을 다시한번 만나 볼 수 있다.

## 출연진
| - 김경식 - 김국진 - 김늘메 - 김성은 - 김수용 | - 김용만 - 김정렬 - 김제동 - 김형진 - 남희석 | - 노라조 - 노사연 - 서경석 - 송대관 - 오상진 | - 이영자 - 이윤석 - 이진환 - 정성호 - 정주리 | - 조인기 - 조현정 - 조혜련 - 지상렬 - 태진아 | - 홍기훈 - 2PM |

## 코너
- 〈졸업1〉 - 서경석, 노라조
- 〈졸업2〉 - 이영자, 정주리
- 〈어떤 대화〉 - 김국진, 김용만
- 〈영화 처럼〉투캅스 - 홍기훈, 조인기
- 〈자객〉 - 김국진